# Ганський Вацлав
Ва́цлав Га́нський (пол. Wacław Hański; 1782—1841) — шляхтич з роду Ганських, герба Корчак, маршалок шляхти Волинської, власник садиби Верхівня. Перший чоловік Евеліни Ганської, музи та дружини французького письменника Оноре де Бальзака.

## Біографічні дані
Син Яна Ганського, хорунжого київського, та Софії Скорупко. У спадок отримав понад 15 мільйонів рублів золотом за станом на 1810 р.та значні земельні володіння в Горностайполі, Пулинах, Верхівні та ін. (в цілому понад 25 000 десятин землі або 36 000 га), в управлінні якими досяг значних успіхів — вважався успішним господарем, хоча й суворим з кріпаками.
Переніс родове гніздо з Пулин до Верхівні, де заклв англійський парк і палац. Заснував село Вацлавпіль біля Пулин.
Отримав гарну освіту (в тому у Відні), займався меценатством, захоплювався збиранням біографій знаменитих людей, був шанувальником творчості Дж. Россіні. Політичну кар'єру почав вже після розділів Речі Посполитої, у 1801 р. став депутатом шляхетської комісії Київської губернії. У 1808 р. став предводителем дворянста Радомисльського повіту, a в 1811 р. предводителем дворянства Волинської губернії. (цю посаду обіймав до 1814 р.). У 1814 році інспектор народних училищ Житомирського повіту. Кавалер орденів св. Анни, св. Володимира і св. Іоанна Єрусалимського.
У 1819 р. одружився з Евеліною Ржевуською. У цьому шлюбі народилася дочка Ганна, яка згодом вийшла заміж за Єжи Мнішека. Їхній шлюб виявився бездітним.
Член масонської ложі. У 1833—1835 рр. з сім'єю подорожував по Європі, тоді ж познайомився з Бальзаком, з яким до кінця життя листувався на теми літератури та агрономії. Помер у листопаді 1841 р. Похований у родовому склепі-усипальниці у Верхівні. 14 березня 1850 р. Евеліна обвінчалася з Бальзаком